# District (intercommunalité)
Pour un article plus général, voir District.
Le district urbain est une ancienne forme de coopération intercommunale française créée par l'ordonnance no 59-30 du 5 janvier 1959 tendant à instituer des districts urbains dans les grandes agglomérations. 

## Histoire
Michel Debré, créateur de cette nouvelle structure, la qualifie de structure qui doit permettre d'assurer pour certains travaux et certains services une unité de vues au-dessus des différences communales. Au régime particulier du district de la région parisienne, est ainsi ajoutée une réglementation valable pour toutes les agglomérations de France. Le premier district urbain à être créé est celui de Montbéliard, suivi de celui de Tours puis de celui de Montargis et du District Urbain de Nancy.
| Nom                                                       | Département        | Date de création  | Nombre de communes |
| --------------------------------------------------------- | ------------------ | ----------------- | ------------------ |
| District urbain de Montargis                              | Loiret             | 30 mai 1959       | 8                  |
| District urbain de Tours                                  | Indre-et-Loire     | 18 juin 1959      | 9                  |
| District urbain du Pays de Montbéliard                    | Doubs              | 1er juillet 1959  | 24                 |
| District urbain de Nancy                                  | Meurthe-et-Moselle | 12 octobre 1959   | 12                 |
| District urbain de l'agglomération viennoise              | Isère              | 8 février 1960    | 7                  |
| District urbain de Saint-Quentin                          | Aisne              | 9 février 1960    | 13                 |
| District urbain de Longwy                                 | Meurthe-et-Moselle | 27 février 1960   | 5                  |
| District urbain de la Tour-du-Pin                         | Isère              | 15 avril 1960     | 6                  |
| District urbain de Ham                                    | Somme              | 12 octobre 1960   | 6                  |
| District urbain de Clermont                               | Oise               | 5 novembre 1960   | 5                  |
| District urbain de Fontainebleau-Avon                     | Seine-et-Marne     | 17 novembre 1960  | 2                  |
| District urbain de Wissembourg-Altenstadt                 | Bas-Rhin           | 6 janvier 1961    | 2                  |
| District urbain de la Côte-Saint-André                    | Isère              | 14 juin 1961      | 16                 |
| District urbain de Meyzieu                                | Isère              | 16 janvier 1962   | 5                  |
| District urbain de Villefranche-sur-Saône                 | Rhône              | 27 mars 1962      | 4                  |
| District urbain de Virieu-sur-Bourbre                     | Isère              | 30 mai 1962       | 5                  |
| District urbain de Sens                                   | Yonne              | 16 juillet 1962   | 4                  |
| District urbain de l'agglomération audomaroise            | Pas-de-Calais      | 20 novembre 1962  | 2                  |
| District urbain de Creil                                  | Oise               | 4 décembre 1962   | 3                  |
| District urbain de Cognac-Châteaubernard                  | Charente           | 27 décembre 1962  | 2                  |
| District urbain de Château-Gontier                        | Mayenne            | 23 janvier 1963   | 10                 |
| District urbain de Dinan                                  | Côtes-du-Nord      | 24 janvier 1963   | 8                  |
| District urbain de Liancourt                              | Oise               | 14 février 1963   | 6                  |
| District urbain de Saint-Aignan-Renazé                    | Mayenne            | 26 juin 1963      | 10                 |
| District urbain de Mouy                                   | Oise               | 4 juillet 1963    | 4                  |
| District urbain de l’agglomération saint-loise            | Manche             | 1er octobre 1963  | 6                  |
| District urbain de Migennes                               | Yonne              | 4 novembre 1963   | 4                  |
| District urbain de Châlons-sur-Marne                      | Marne              | 13 novembre 1963  | 8                  |
| District urbain de Laval                                  | Mayenne            | 24 décembre 1963  | 9                  |
| District urbain de Bures-Orsay                            | Seine-et-Oise      | 13 mars 1964      | 2                  |
| District urbain de Meslay                                 | Mayenne            | 7 avril 1964      | 9                  |
| District urbain de Fécamp                                 | Seine-Maritime     | 15 mai 1964       | 8                  |
| District urbain de Nesle                                  | Somme              | 22 mai 1964       | 3                  |
| District urbain de Montreuil-sur-Mer                      | Pas-de-Calais      | 25 mai 1964       | 10                 |
| District urbain de Linas-Montlhery                        | Seine-et-Oise      | 5 juin 1964       | 2                  |
| District urbain de Reims                                  | Marne              | 10 juin 1964      | 7                  |
| District urbain de Beaumont-sur-Sarthe                    | Sarthe             | 19 juin 1964      | 3                  |
| District urbain de la Ferté-Bernard                       | Sarthe             | 25 juin 1964      | 2                  |
| District urbain de Tourcoing                              | Nord               | juillet 1964      | 11                 |
| District urbain de Bousbecque                             | Nord               | 4 juillet 1964    | 10                 |
| District urbain du Grand Rodez                            | Aveyron            | 25 août 1964      | 8                  |
| District urbain de Fresnay-sur-Sarthe                     | Sarthe             | 10 décembre 1964  | 4                  |
| District urbain d'Oyonnax                                 | Ain                | 23 décembre 1964  | 5                  |
| District urbain de Mirebeau                               | Vienne             | 4 janvier 1965    | 13                 |
| District urbain de Montpellier                            | Hérault            | 19 janvier 1965   | 12                 |
| District urbain de la Monnerie-le-Montel                  | Puy-de-Dôme        | 11 février 1965   | 4                  |
|                                                           |                    |                   |                    |
| District urbain de Gray                                   | Haute-Saône        | 13 juillet 1965   | 6                  |
| District urbain de Neuves-Maisons                         | Meurthe-et-Moselle | 11 août 1965      | 6                  |
| District urbain de Poitiers                               | Vienne             | 28 septembre 1965 | 6                  |
| District urbain de la région d'Arras                      | Pas-de-Calais      | 1er décembre 1965 | 10                 |
| District urbain de l'agglomération de Bastia              | Corse              | 6 janvier 1966    | 3                  |
| District urbain de Carpentras                             | Vaucluse           | 26 avril 1966     | 8                  |
| District urbain d'Épernay                                 | Marne              | 18 mai 1966       | 4                  |
| District urbain de Mantes                                 | Seine-et-Oise      | 21 novembre 1966  | 7                  |
| District urbain de Fougères                               | Ille-et-Vilaine    | 26 décembre 1966  | 4                  |
| District urbain d'Étampes                                 | Seine-et-Oise      | 29 mai 1967       | 3                  |
| District urbain de l'agglomération d'Hénin-Liétard-Carvin | Pas-de-Calais      | 26 avril 1968     | 15                 |
| District urbain de l'agglomération de Lens-Liévin         | Pas-de-Calais      | 21 août 1968      | 30                 |
| District urbain d'Angers                                  | Maine-et-Loire     | 2 septembre 1968  | 10                 |
| District urbain de Vesoul                                 | Haute-Saône        | 30 octobre 1969   | 12                 |
| District urbain de l'agglomération alençonnaise           | Orne               | 7 novembre 1969   | 6                  |
| District urbain de Faulquemont                            | Moselle            | 17 juin 1970      | 5                  |
| District urbain de l'agglomération rennaise               | Ille-et-Vilaine    | 9 juillet 1970    | 27                 |

Elle est étendue aux zones rurales par la loi no 70-1297 du 31 décembre 1970. On parle alors de district.
Elle disparaît à compter du 1er janvier 2002 en application de la loi no 99-586 du 12 juillet 1999 relative au renforcement et à la simplification de la coopération intercommunale. La loi permet alors aux districts urbains de choisir la transformation en communautés de communes, en communautés d'agglomération ou communautés urbaines.